# DVD-Rekorder

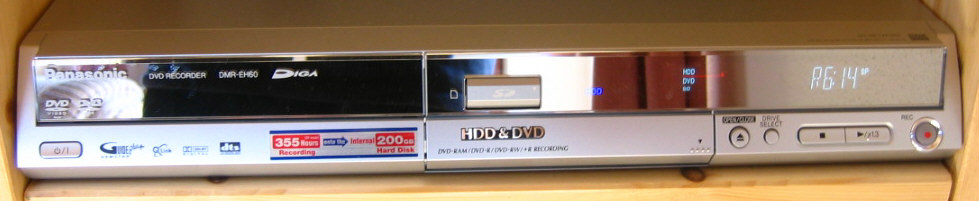
DVD-Rekorder mit integrierter Festplatte

Ein DVD-Rekorder dient der Aufnahme von digitalem oder analogen Bild- und Filmmaterial (wie z. B. Fernsehsendungen oder Camcorder-Aufnahmen) und dem Abspielen von DVD-Video-Filmen und anderen Bilddaten. Prinzipiell haben alle Hersteller sich diesen Formaten angepasst. Obwohl es bereits heute Spitzengeräte anderer Hersteller gibt, setzt vor allem Panasonic Standards.

## Aufnahmeformate

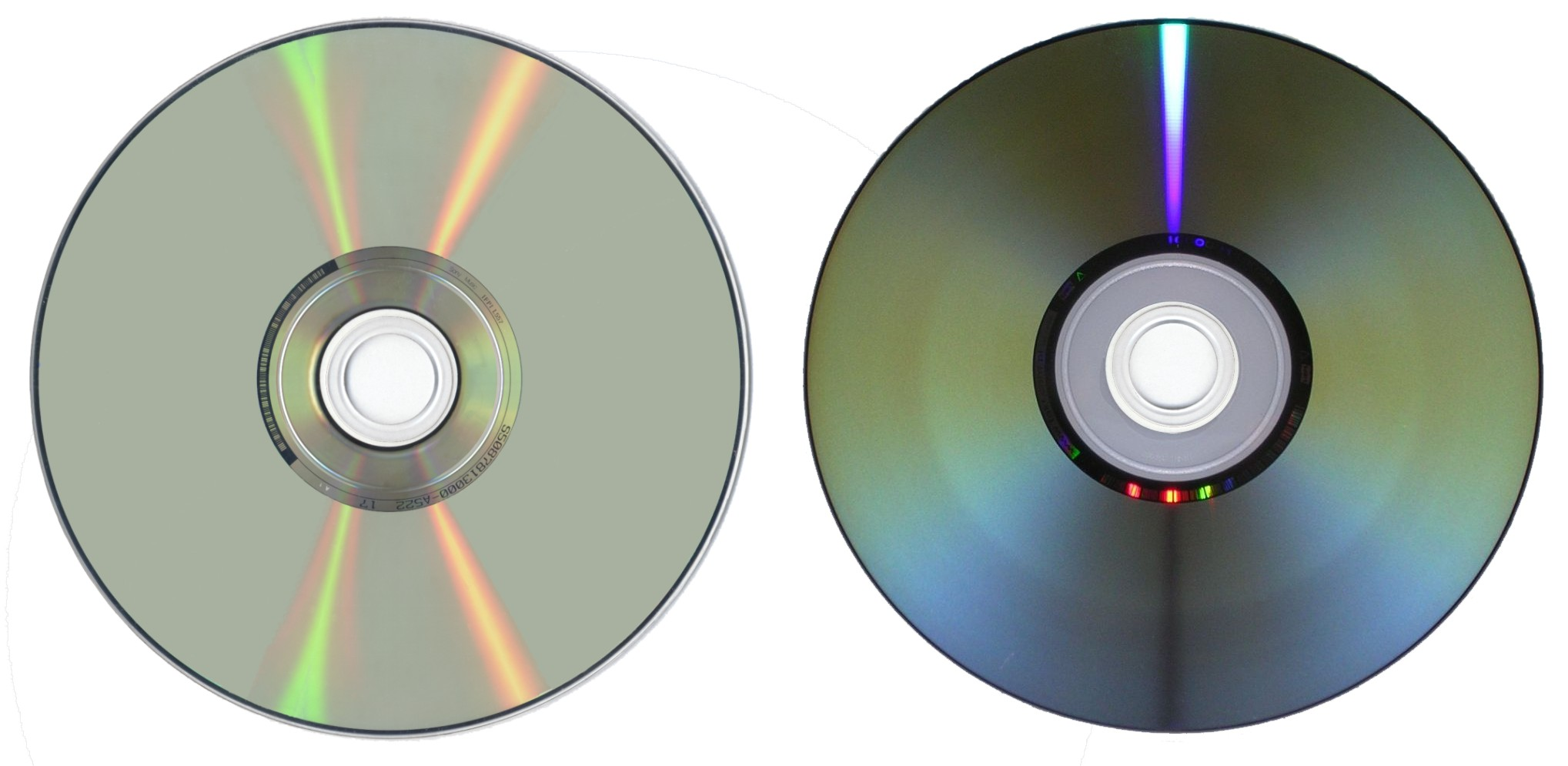
Unterseite zweier verschiedener DVD-Rohlinge

DVD-Rekorder können Filme auf DVD±R und DVD±RW speichern („brennen“). Bei teureren Geräten besteht zusätzlich die Möglichkeit zur Speicherung auf DVD-RAM oder einer eingebauten Festplatte. Nahezu alle Geräte mit Festplatte ermöglichen gleichzeitiges Aufnehmen und Abspielen (zeitversetztes Fernsehen), hochwertige Geräte beherrschen dies auch mit dem Speichermedium DVD, hier allerdings ausschließlich bei Verwendung von DVD-RW (im VR-Mode) und DVD-RAM. Bei Geräten mit Festplatte besteht in der Regel die Möglichkeit, nicht kopiergeschützte Aufnahmen von der Festplatte auf eine DVD zu überspielen, oft auch von einer DVD auf die Festplatte.
Das Filmmaterial kann dabei digital vorliegen und über einen DV-Eingang (Firewire) überspielt werden oder analog über eine Cinch-, SCART- oder S-Video-Buchse. Außerdem können wie bei einem VHS-Rekorder Fernsehsendungen aufgezeichnet werden. Im Gerät ist allerdings meist nur ein Tuner für analogen Antennen- und Kabelempfang eingebaut.

## Aufnahmetechnik
Anders als VHS-Rekorder, die das Filmmaterial auf einem Magnetband in der VHS-Kassette speichern, nutzen DVD-Rekorder ebenso wie CD- oder DVD-Brenner einen Laser, um Löcher in eine der spiegelnden Schicht vorgelagerten Schicht mit einem organischen Farbstoff (Dye) der DVD-Rohlinge zu brennen. Durch diese Löcher kann nun Licht reflektieren – im Gegensatz zu den von Farbstoff verdeckten Bereichen, die weiterhin kein oder weniger Licht reflektieren. Beim Auslesen der DVD wird ein schwächerer Laserstrahl verwendet. Der DVD-Rekorder kann diese Informationen in ein Fernsehbild und in Ton umwandeln.

## DVD-Rekorder contra VHS-Rekorder
|                                                                                        | DVD-Rekorder | VHS-Rekorder |
| -------------------------------------------------------------------------------------- | --- | --- |
| Signalart                                                                              | digital | analog |
| Aufzeichnungsart                                                                       | auf DVD: bitweise Veränderung der optischen Eigenschaften (Reflexion, Phasenlage) mittels Laser | auf Magnetband: Magnetisierung im Schrägspurverfahren (Video und HiFi-Ton) |
| Zeitversetztes Fernsehen                                                               | modellabhängig, mit Festplatte und DVD-RAM und selten auch mit DVD-RW möglich | nein |
| Dauer des Überspielens von Filmmaterial                                                | ohne Festplatte: Aufnahmezeit = Abspielzeit mit Festplatte: Überspielen von Festplatte auf DVD und umgekehrt oft in Bruchteilen der Abspielzeit möglich | so lange wie der Film dauert (einfache Abspielzeit) |
| Aufzeichnungszeit                                                                      | Auf DVD: Single Layer: 1 h bei höchster Qualität, ca. 2 h bei S-VHS-Qualität (ShortPlay), ca. 4 h bei VHS-Qualität (Longplay) Dual Layer: ca. doppelt so viel Auf Festplatte: Abhängig vom Speichervolumen der eingebauten Festplatte | max. 5 h bei entsprechenden Bändern in höchster Qualität (ShortPlay), bei niedrigeren Qualitäten bis zu 10 bzw. 15 Stunden (Longplay und Superlongplay).                                          |
| Bildauflösung                                                                          | theor. max. 720 Linien, praktisch durch Signalweg begrenzt | VHS: 240 Linien; S-VHS: 400 Linien |
| Löschbarkeit und Veränderbarkeit des Materials; Abspielmöglichkeit auf anderen Geräten | DVD±R: mehrere Aufnahmen möglich, bis Kapazitätsgrenze erreicht ist. Einzelne Titel können ausgeblendet aber nicht gelöscht werden. Nach dem Finalisieren ist der Inhalt der DVD nicht mehr veränderbar. DVD±RW (Video-Modus): Nur die zuletzt aufgenommenen Titel können gelöscht (und der freiwerdende Platz für weitere Aufnahmen verwendet werden), einzelne Titel am Anfang und in der Mitte jedoch nicht (Ausblenden wie bei DVD±R möglich). Insgesamt ist aber mehrfaches Löschen und Wiederbeschreiben einzelner Titel oder der gesamten DVD möglich (ca. 1000 mal). Finalisieren kann meist nur durch Löschen des gesamten Inhalts rückgängig gemacht werden. Nach dem Finalisieren meist auf allen DVD-Spielern abspielbar. DVD-RW (VR-Modus): Inhalt beliebig veränderbar, auf diese Weise erstellte DVDs sind (auch ohne Finalisierung) allerdings nur auf VR-Kompatiblen Abspielgeräten abspielbar. DVD-RAM: Inhalt beliebig veränderbar (ca. 100.000-mal). Abspielmöglichkeit auf anderen DVD-Geräten oft nicht vorhanden. | beliebig veränderbar, starker Qualitätsverlust des Bandes nach mehrfacher Neuaufnahme, framegenauer Schnitt nicht ohne Weiteres möglich. Abspielen von Aufnahmen meist auf allen Geräten möglich. |

## Aufnahmemedien
Es gibt die Formate DVD-R, DVD+R, DVD-RW, DVD+RW und DVD-RAM. Einige DVD-Rekorder können alle Formate verarbeiten, andere sind auf ein bestimmtes spezialisiert. Am meisten setzte sich das DVD-RW durch. Zusatzfunktionen wie „schnelles Kopieren“ oder „Entfinalisieren“ sind nur mit bestimmten Formaten bei wenigen Herstellern verfügbar.

### Bearbeitungsmöglichkeiten
Die tatsächlich vorhandenen Bearbeitungsmöglichkeiten variieren je nach Hersteller/Modell des Rekorders. Die Tabelle gibt die prinzipiell möglichen Bearbeitungsmöglichkeiten der einzelnen Medienformate an. Funktionen, die nur bei wenigen einzelnen Geräten angeboten werden, sind nicht berücksichtigt.
|                        | DVD-RW (VR-Modus)1 | DVR-RW (Video-Modus)1 | DVR+RW | DVD-R | DVR+R | DVD-RAM | Festplatte (HDD) |
| ---------------------- | ------------------ | --------------------- | ------ | ----- | ----- | ------- | ---------------- |
| Titel löschen          | ja                 | ja2                   | ja     | nein  | nein  | ja      | ja               |
| Titel verbinden        | nein               | nein                  | nein   | nein  | nein  | ja      | ja               |
| Titel teilen           | nein               | nein                  | ja     | nein  | nein  | ja      | ja               |
| Titel ausblenden       | nein               | nein                  | ja     | ja    | ja    | nein    | nein             |
| Titel sperren          | ja                 | nein                  | ja     | nein  | ja    | ja      | ja               |
| Titel überschreiben    | nein               | nein                  | ja     | nein  | nein  | nein    | nein             |
| Kapitel erstellen      | ja                 | nein                  | ja     | nein  | ja    | ja      | ja               |
| Kapitel löschen        | ja                 | nein                  | nein   | nein  | nein  | ja      | ja               |
| Kapitel verbinden      | ja                 | nein                  | ja     | nein  | ja    | ja      | ja               |
| Kapitel ausblenden     | nein               | nein                  | ja     | nein  | ja    | nein    | nein             |
| Abspielliste erstellen | ja                 | nein                  | nein   | nein  | nein  | ja      | ja               |

Anmerkungen:

1: DVR-RW-Medien können in zwei verschiedenen Modi formatiert werden. Der VR(Video Recording)-Modus bietet komfortablere Bearbeitungsfunktionen, kann aber nur auf VR-Kompatiblen DVD-Spielern wiedergegeben werden. Im Video-Modus kann die DVD nach dem Finalisieren auf fast allen DVD-Spielern abgespielt werden.

2: die zur Verfügung stehende Aufnahmezeit auf der DVD verlängert sich nur, wenn der jeweils letzte Titel gelöscht wird.

## Aktuelle Entwicklung
Die DVD-Rekorder wurden inzwischen von Blu-ray-Rekordern abgelöst, die die HDTV-Technologie voll ausnutzen und auch HD-Sender unkomprimiert aufzeichnen können. Bisherige Marken DVD-Geräte konnten zwar teilweise HD-Sendungen aufnehmen, jedoch lediglich komprimiert auf DVD speichern. Dadurch geht der „HD-Effekt“ verloren. Im Jahr 2009 stellte Panasonic auf der IFA den ersten Blu-ray-Rekorder für den Europäischen Markt vor. Er verfügt über zwei DVB-S2 Tuner, die den Empfang von modernen HD Material in hoher Qualität gewährleisten. Im Jahr 2017 stellte Panasonic in Frankfurt auf der hausinternen „Panasonic Convention“ zum ersten Mal UHD-fähige Festplattenrecorder mit Triple-Tuner für Kabel und Satellit vor. Damit können in 4K gesendete Programme aufgenommen sowie UHD-Blu-rays abgespielt werden. Vergleichbare Geräte bietet sonst nur Sony allein für den asiatischen Markt an.